# Aiolopus morulimarginis
Aiolopus morulimarginis är en insektsart som beskrevs av Zheng, Z. och H.M. Sun 2008. Aiolopus morulimarginis ingår i släktet Aiolopus och familjen gräshoppor. Inga underarter finns listade i Catalogue of Life.